# كندريك آدامز
كندريك آدامز (بالإنجليزية: Kendrick Adams)‏ هو لاعب كرة قدم أمريكية أمريكي، ولد في 3 نوفمبر 1988 في إنتربرايز في الولايات المتحدة.